# Distretto di Pathum Rat
Il distretto di Pathum Rat (in thailandese: ปทุมรัตต์) è un distretto (amphoe) della Thailandia, situato nella provincia di Roi Et.